# Drezzo
Drezzo – miejscowość i gmina we Włoszech, w regionie Lombardia, w prowincji Como.
Według danych na rok 2004 gminę zamieszkiwały 994 osoby, 994 os./km².
21 stycznia 2014 gmina przestała istnieć.